# تعاليم (علوم)

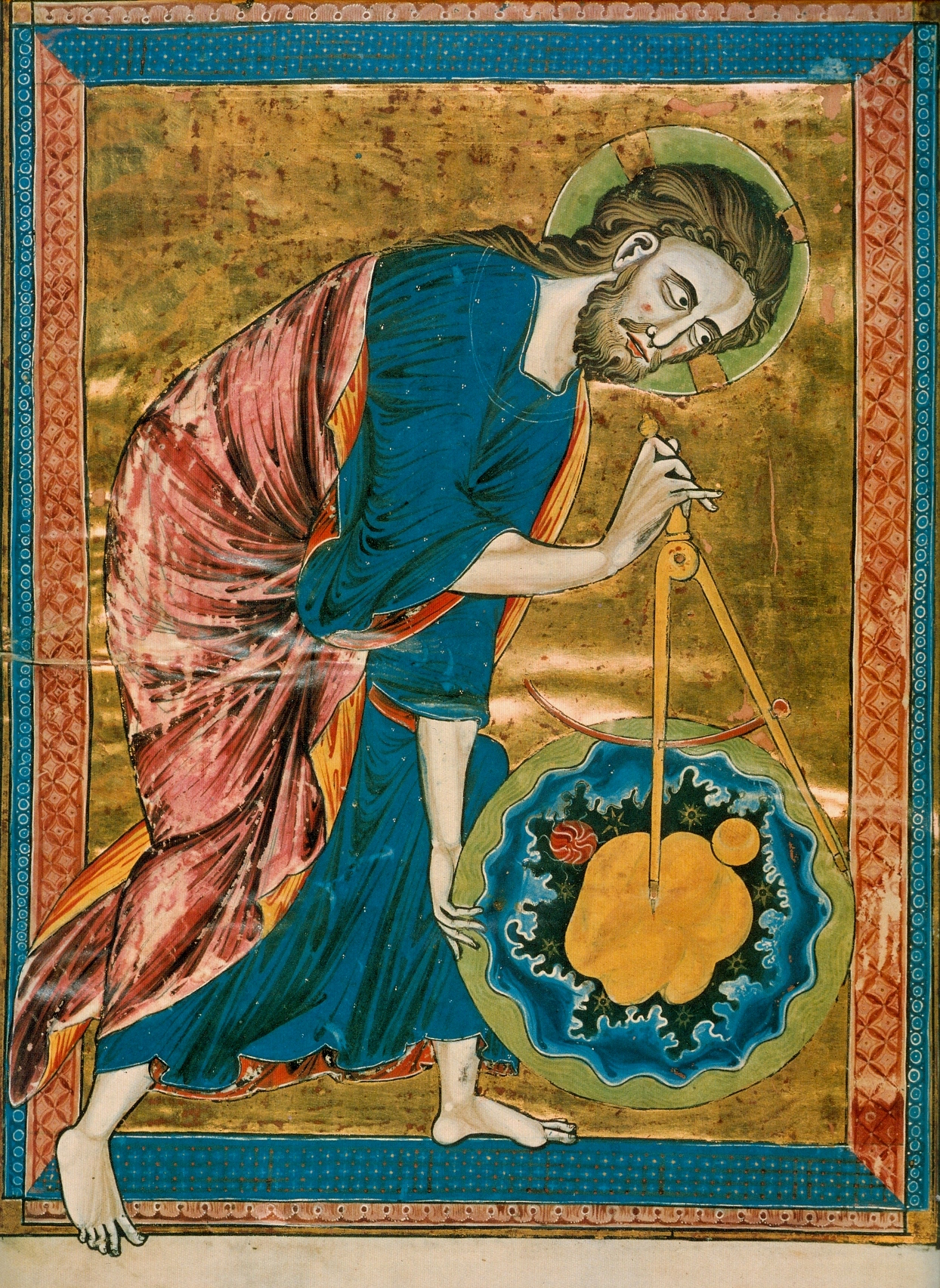
بالنسبة لمعظم علماء العصور الوسطى، الذين اعتقدوا أن الله خلق الكون وفقًا لمبادئ هندسية وتوافقية، كان العلم - خاصة الهندسة وعلم الفلك - مرتبطًا بشكل مباشر بالإله. وبالتالي، فإن السعي وراء هذه المبادئ يعني البحث عن الله.

الفنون الأربعة أو العلوم الأربعة (تعرف أيضا باسم العلوم الرباعية أو التعاليم ) (بالإنجليزية: Quadrivium، نقحرة: كودريفيا) هي مواضيع علمية مكونة من أربعة مواد أو فنون وهي الحساب والهندسة والموسيقى وعلم الفلك وكانت تُدرَّس بعد العلوم الثلاثة (المعروفة باسم التريفيا أو المقدمات) .
أصل كلمة العلوم الأربعة هو كلمة لاتينية تعني «أربع طرق»، وقد نُسب استخدامها في الموضوعات الأربعة إلى بوثيوس أو كاسيودوروس في القرن السادس. معًا، تتألف الثلاثية والرباعية من سبعة فنون تعتمد على مهارات التفكير  باعتبارها متميزة عن الفنون العملية (مثل الطب والهندسة المعمارية).